# Сільський округ Нигмета Нурмакова
Нигме́та Нурма́кова сільський округ (каз. Нығмет Нұрмақов ауылдық округі, рос. Ныгмета Нурмакова сельский округ) — адміністративна одиниця у складі Каркаралінського району Карагандинської області Казахстану. Адміністративний центр — село Осібай.
Населення — 302 особи (2021; 675 у 2009, 1219 у 1999, 1804 у 1989).
Станом на 1989 рік існувала Саритауська сільська рада (села Акшоки, Бастал, Богалан, Кольбаси, Осібай) ліквідованого Єгіндибулацького району. 2007 року було ліквідовано село Акшоки.

## Склад
До складу округу входять такі населені пункти:
| Населений пункт | Населення, осіб (1989) | Населення, осіб (1999) | Населення, осіб (2009) | Населення, осіб (2021) |
| --------------- | ---------------------- | ---------------------- | ---------------------- | ---------------------- |
| Акшоки, село    | 220                    | 123                    | -                      | -                      |
| Бастал, село    | 253                    | 214                    | 163                    | 76                     |
| Догалан, село   | 268                    | -                      | -                      | -                      |
| Колбаси, село   | 210                    | 113                    | 50                     | 33                     |
| Осібай, село    | 853                    | 769                    | 462                    | 193                    |